# Асако 1 і 2
«Асако 1 і 2» (яп. 寝ても覚めても, Netemo Sametemo) — японський мелодраматичний фільм 2018 року, поставлений режисером Рюсуке Хамагучі за романом Томоки Сібасакі. Світова прем'єра стрічки відбулася 14 травня 2018 року на 71-му Каннському міжнародному кінофестивалі, де вона брала участь в основній конкурсній програмі.

## Сюжет
21-річна Асако живе в Осаці. Вона без пам'яті закохується у волелюбного хлопця Баку, яке не терпить ні серйозних стосунків, ані будь-яких зобов'язань. Він розповідає, що «вільний, як вітер», і одного разу безслідно зникає з міста і життя Асако. Через два роки дівчина переїжджає до столиці Японії Токіо і зустрічає там хлопця Рьохея. Він неймовірно схожий на Баку, тільки, на відміну від нього, відповідальний і серйозний хлопець. Асако починає переживати теплі почуття до Рьохея, вирішивши, що час забути Баку, але тут трапляється непередбачене…

## У ролях
| • Масахіро Хігасіде | … | Баку / Рьохей |
| • Еріка Карата      | … | Асако         |
| • Кодзі Сето        | … | Кусіасі       |
| • Іто Саїрі         | … | Харуйо        |
| • Місако Танака     | … | Ейко          |
| • Ріо Ямасіта       | … | Мая           |
| • Даїті Ватанабе    | … | Окадзакі      |
| • Кодзі Накамото    | … | Хіракава      |

## Нагороди та номінації
| Список нагород та номінацій | Список нагород та номінацій | Список нагород та номінацій | Список нагород та номінацій | Список нагород та номінацій | Список нагород та номінацій |
| Кінофестиваль/Кінопремія    | Рік                         | Категорія                   | Номінант(и)                 | Результат                   | Дж                          |
| --------------------------- | --------------------------- | --------------------------- | --------------------------- | --------------------------- | --------------------------- |
| Каннський кінофестиваль     | травень 2018                | Золота пальмова гілка       | Асако 1 і 2                 | Номінація                   |                             |